# クルンメンダイヒ
クルンメンダイヒ（ドイツ語: Krummendeich、低地ドイツ語: Krummendiek）は、ドイツ連邦共和国ニーダーザクセン州のシュターデ郡に属す町村（以下、本項では便宜上「町」と記述する）である。

## 地理
クルンメンダイヒは、フライブルク/エルベに本部を置くザムトゲマインデ・ノルトケーディンゲンを構成する自治体の一つである。この町はドイツ・フェリー街道沿いにある。
クレンメンダイヒは、現在でも「列村」の形態を留めている。家々は古いエルベ川堤防の保全道路沿いに並んでいる。この町は農業主体の町である。クルンメンダイヒは1825年の堤防決壊時に造られた遊水池を利用した屋外プールがあることで知られている。

## 行政

### 議会
クルンメンダイヒの町議会は7議席からなる。

### 紋章
緑地で、向かって右斜め上に向かう金の波帯。その下に上向きの銀の粘土用の鋤。

## 引用
1. ↑  Landesamt für Statistik Niedersachsen, LSN-Online Regionaldatenbank, Tabelle A100001G: Fortschreibung des Bevölkerungsstandes, Stand 31. Dezember 2023